# Geert Steurs
Geert Steurs, född 24 september 1981 i Schoten, är en professionell belgisk tävlingscyklist. Han tävlar sedan säsongen 2009 för Topsport Vlaanderen.

## Amatörkarriär
Han startade sin karriär i Jong Vlaanderen 2016 inför säsongen 2004. Under året vann han den franska tävlingen Prix de la Ville de Vieux-Condé 'Pierre Lemoine' framför Kurt Hovelijnck och Pierre Drancourt. Han slutade tvåa på etapp 1 av Tour de Namur. Han slutade också tvåa på Tweedaagse van de Gaverstreek bakom Jeremy Yates, under tävlingens gång slutade han trea på etapp 1. Under året slutade han trea på de belgiska nationsmästerskapens linjelopp för amatörer bakom Jurgen Vermeersch och Nico Kuypers.
Inför säsongen 2006 blev Steurs kontrakterad av Pictoflex Bikeland Hyundai och han vann under året Cepa Tour, en tävling i Hong Kong, men också den första etappen av tävlingen. Under året vann han också Grote Paasprijs framför Marc Streel och Tim Meeusen. Han vann också Ronde van Vlaams-Brabant, under tävlingen slutade han trea på etapp 1.
I april 2006 slutade Geert Steurs tvåa på etapp 1 av Tour du Brabant Wallon bakom Markus Eichler. Han slutade också tvåa på etapp 3 av tävlingen bakom Jens Mouris. I tävlingen slutade han på tredje plats bakom Eichler och Mouris. Under året slutade han tvåa på Circuit du Hainaut bakom Nikolas Maes. Steurs slutade trea på Klein Brabant Classic, Hasselt-Spa-Hasselt och Strombeek-Bever. I juni slutade han tvåa på Flèche Ardennaise bakom Gil Suray innan han slutade tvåa på Omloop Het Nieuwsblad bakom Dominique Cornu. Han slutade också tvåa på amatörtävlingen Omloop der Vlaamse Gewesten. I juli slutade han trea på etapp 4 av Tour de Liège bakom Kenny Van Braeckel och Troels Vinther, innan han slutade tvåa i tävlingen bakom Kevin Seeldraeyers. I början av september slutade Geert Steurs trea på etapp 7 av Tour de l'Avenir bakom Edvald Boasson Hagen och Bruno Neves.

## Proffskarriär
Geert Steurs blev kontrakterad av UCI ProTour-stallet Predictor-Lotto efter sin prispallsrika säsong och under sitt första år med stallet slutade han trea på Nokere Koerse bakom de nederländska cyklisterna Léon van Bon och Aart Vierhouten. Inför 2008 ändrades stallets namn till Silence-Lotto men 2008 var också det år då Geert Steurs fick köra sin första Grand Tour - Giro d'Italia, men han var tvungen att bryta tävlingen efter etapp 10.
När säsongen 2009 närmade sig blev det klart att han skulle fortsätta sin karriär i det belgiska stallet Topsport Vlaanderen. Under säsongen slutade han på sjunde plats på Halle-Ingooigem. I slutet av juli tog han hem nionde platsen på Sachsen Tour.

## Privatliv
Han är bror till cyklisten Karen Steurs, som slutade tvåa på de belgiska nationsmästerskapens linjelopp för kvinnor 2006.

## Stall
- 2004 Jong Vlaanderen 2016
- 2006 Pictoflex Bikeland Hyundai
- 2007 Predictor-Lotto
- 2008 Silence-Lotto
- 2009 Topsport Vlaanderen